# Ryoo Chang-kil
Ryoo Chang-kil (5 de novembro de 1940) - é um ex-jogador de futebol norte-coreano, que atuava como defensor.

## Carreira
Ryoo Chang-kil fez parte do histórico elenco da Seleção Norte-Coreana de Futebol, na Copa do Mundo de 1966.